# Leon Newachowicz
Leon Newachowicz, ros. Лев Николаевич (Лейб Бен Ноах) Невахович, właśc. Lew Newachowicz (ur. 1778, zm. 1831) – rosyjski finansista i przedsiębiorca żydowskiego pochodzenia.
Newachowicz urodził się w 1778 r. Pochodził z małego miasteczka Szkłowa pod Mohylewem na Ukrainie, z której terenem związać miał pierwsze lata swej działalności — związki z Ukrainą znajdują także swoje potwierdzenie w testamencie Newachowicza, w części dotyczącej zapisu na rzecz nie znanego bliżej krewnego testatora Mojżesza Samojłowicza Feldbluma z Żytomierza. Śmierć pierwszej żony, zapewne gdzieś na początku XIX w., zamknęła pierwszy, zupełnie nie znany okres życia. Nowy w nim rozdział otworzyło zawarcie drugiego małżeństwa z Katarzyną z Michelsonów, ur. w. 1790 r. w Nowogrodzie, poprzedzone zmianą wyznania na ewangelickie, zapewne jeszcze przed 1810 r. w Petersburgu.
W 1806 przeszedł na luteranizm (według innych źródeł na prawosławie). W 1817 przeniósł się do Warszawy i po powstaniu Królestwa Kongresowego był administratorem rządowych dochodów konsumpcyjnych Warszawy, czerpał zyski także z monopolu na tytoń i alkohol. Dzierżawił też grunty na Powązkach, gdzie jeszcze przed powstaniem listopadowym uruchomił fabrykę tabaki. W 1831 wyjechał do Sankt Petersburga, gdzie zmarł.